# لانتانا مطروحة
لانتانا مطروحة (الاسم العلمي: Lantana subtracta) هي نوع نباتي يتبع جنس اللانتانا من فصيلة اللويزية.